# Collin Chou
Collin Chou (Kaohsiung, Taiwán, 11 de agosto de 1967), acreditado a veces como Ngai Sing, es un actor y artista marcial estadounidense de ascendencia taiwanesa. Es más conocido en Estados Unidos por su papel de Seraph en las películas The Matrix Reloaded y  The Matrix Revolutions, y en el videojuego Enter the Matrix. En el cine asiático, Chou ha coprotagonizado junto a Jet Li, Donnie Yen y Sammo Hung películas de artes marciales como el SPL: Sha Po Lang (2005), Fearless (2006), y Flashpoint (2007). También es conocido por interpretar al antagonista Jade, Señor de la Guerra en El reino prohibido (2008), protagonizada por Jet Li y Jackie Chan. 
Chou asistió al Pierce Community College en Los Ángeles, California.
Apareció en la película The Half of It (2020) interpretando al padre de la protagonista.

## Filmografía
| Año  | Título                                   | Rol                                       | Notas                                                                              |
| ---- | ---------------------------------------- | ----------------------------------------- | ---------------------------------------------------------------------------------- |
| 1987 | Promising Young Boy                      | Chopin                                    |                                                                                    |
| 1988 | Shy Spirit                               | Sing                                      | alias Shyly Spirit                                                                 |
| 1989 | Into the Fire                            | Chou Hsiao-lung                           |                                                                                    |
| 1990 | Encounter of the Spooky Kind II          | Snakeman                                  | alias Spooky Encounters 2                                                          |
| 1990 | License to Steal                         | Yang Chuan-kuang                          | alias Licence to Steal                                                             |
| 1991 | Slickers vs. Killers                     | Ai                                        |                                                                                    |
| 1992 | Banana Spirit                            | Che                                       |                                                                                    |
| 1992 | Lover's Tear                             | Inspector Chung Ao                        | alias 4 Days of Condor                                                             |
| 1993 | Exorcist Master                          | Star                                      |                                                                                    |
| 1993 | Blade of Fury                            | Siu Chuen                                 |                                                                                    |
| 1993 | Kung Fu Cult Master                      | Ching Su                                  | alias Kung Fu Master alias Evil Cult alias Lord of the Wu Tang                     |
| 1994 | Hail the Judge                           | Shang Wai                                 |                                                                                    |
| 1994 | Return to a Better Tomorrow              | Chico holandés                            |                                                                                    |
| 1994 | The Bodyguard from Beijing               | Killer Wong                               | alias The Defender                                                                 |
| 1994 | Ashes of Time                            |                                           |                                                                                    |
| 1995 | Don't Give a Damn                        | Siu Loon                                  | alias Burger Cop                                                                   |
| 1995 | My Father Is a Hero                      | Kwong's man                               | alias The Enforcer aka My Father is Hero                                           |
| 1995 | Teenage Master                           | Sek Lung                                  | alias My Father is a Hero 2                                                        |
| 1995 | The Red-Wolf                             | Tong San                                  |                                                                                    |
| 1995 | Drugs Fighters                           | Li Fan                                    |                                                                                    |
| 1995 | Thunderbolt                              | doble de artes marciales para Jackie Chan |                                                                                    |
| 1995 | The Blade                                | Fast Saber                                |                                                                                    |
| 1996 | Dr. Wai in "The Scripture with No Words" | La estrella de cine                       |                                                                                    |
| 1996 | War of the Under World                   | Scum                                      | alias Young and Magnificent aka War of the Underground alias War of the Underworld |
| 1996 | God of Gamblers 3: The Early Stage       | Wolf                                      |                                                                                    |
| 1997 | Passion                                  |                                           |                                                                                    |
| 1997 | Aces Go Places                           | police special force                      |                                                                                    |
| 1997 | Challenge                                | Yip Kai-foon                              |                                                                                    |
| 1997 | The Death Games                          | Long                                      | aka Over for Death Games                                                           |
| 1997 | Fatal Blood for Yin and Yang             | Hahn Sheiku                               |                                                                                    |
| 1998 | Tie Break                                |                                           |                                                                                    |
| 1998 | Rumble Ages                              |                                           |                                                                                    |
| 1998 | The Group                                | Yip Kai-foon                              |                                                                                    |
| 1998 | I Shoot Myself                           |                                           |                                                                                    |
| 1998 | Fist of Mercy                            |                                           |                                                                                    |
| 1999 | Untouchable Lady                         |                                           |                                                                                    |
| 1999 | Final Judgement                          |                                           |                                                                                    |
| 1999 | Black City                               |                                           | alias City of Darkness alias Dark City                                             |
| 1999 | Immortal Spirit                          | Lai's brother                             |                                                                                    |
| 1999 | Temptation of an Angel                   | Roy                                       |                                                                                    |
| 1999 | Night Club                               | Kao                                       |                                                                                    |
| 1999 | The Victim                               | Shing                                     | alias Victim                                                                       |
| 2000 | Two Courageous Ghosts                    | Siu Hark                                  |                                                                                    |
| 2000 | Hector                                   |                                           |                                                                                    |
| 2000 | Tricky Guys                              |                                           |                                                                                    |
| 2000 | Tequila Sunrise                          | Rocky                                     |                                                                                    |
| 2001 | The Vampire Combat                       | Wuchie                                    |                                                                                    |
| 2002 | No Problem 2                             | Ben                                       |                                                                                    |
| 2002 | Superman Must Die                        | Chung                                     |                                                                                    |
| 2003 | Roaring Dragon Bluffing Tiger            | Hui Hong                                  |                                                                                    |
| 2003 | The Matrix Reloaded                      | Seraph                                    |                                                                                    |
| 2003 | The Matrix Revolutions                   | Seraph                                    |                                                                                    |
| 2005 | American Fusion                          | Tony                                      |                                                                                    |
| 2006 | Fearless                                 | Huo Endi                                  |                                                                                    |
| 2006 | The Duel                                 | Yuen                                      |                                                                                    |
| 2006 | DOA: Dead or Alive                       | Hayate                                    |                                                                                    |
| 2007 | Flash Point                              | Tony                                      | aka City With No Mercy alias City Without Mercy alias The Signal alias Flashpoint  |
| 2008 | The Forbidden Kingdom                    | Jade Warlord                              |                                                                                    |
| 2008 | Nuptials of the Dead                     | Monk                                      |                                                                                    |
| 2010 | City Under Siege                         | Zhang Dachu                               |                                                                                    |
| 2010 | Kung Fu Wing Chun                        | Kam Ying                                  |                                                                                    |
| 2011 | Mural                                    | Meng Longtan                              |                                                                                    |
| 2012 | The Four                                 | Tie Shou                                  | Awaiting release on July 12, 2012                                                  |
| 2012 | Special Identity                         |                                           |                                                                                    |
| 2012 | The Five                                 |                                           | Post-Production                                                                    |
| 2013 | The One Detective                        |                                           |                                                                                    |
| 2013 | The Four II                              | Tie Shou                                  |                                                                                    |
| 2013 | The Four III                             | Tie Shou                                  |                                                                                    |

- Datos: Q338048
- Multimedia: Collin Chou / Q338048